# Mine de Kindia
La mine de Kindia est une mine à ciel ouvert de bauxite située en Guinée près de Kindia. Elle appartient à Rusal via la Compagnie des bauxites de Kindia (CBK),.